# Alexandre Dgebuadze

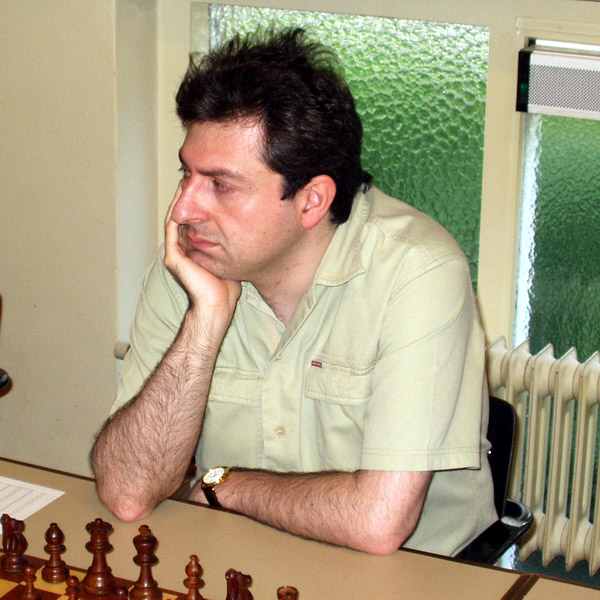
Alexandre Dgebuadze, 2007

Alexandre Dgebuadze (Georgisch: ალექსანდრე დგებუაძე) (Georgië, 21 mei 1971) is een Belgische schaker van Georgische oorsprong. Hij is sinds 2000 grootmeester (GM).
- In 2000 won hij het Open Kampioenschap van Utrecht.[1] en in datzelfde jaar speelde hij in Oostende simultaan bij de KOSK.
- In 2001 eindigde Alexandre op de derde plaats in de reservegroep van het Corus toernooi te Wijk aan Zee
- In 2002 werd in Geel het kampioenschap van België verspeeld. Dit toernooi werd door Alexandre met 7.5 uit 9 gewonnen. Pieter Claesen en Arthur Abolianin eindigden met 6 punten op een gedeelde tweede plaats.
- In 2004 werd hij met 6.5 uit 9 tweede achter Bart Michiels in het toernooi om het kampioenschap van België.
- Van 2 t/m 10 juli 2005 werd in Aalst het kampioenschap van België bij de heren verspeeld dat door Alexandre met 7 uit 9 gewonnen werd. Paul Motwani eindigde als tweede met 6.5 punt terwijl Marc Dutreeuw met 5.5 punt op de derde plaats eindigde.
- Op 3 september 2005 werd in Gouda het het derde Siom open toernooi verspeeld dat met 6 uit 7 door Daniël Fridman gewonnen werd. Dgebuadze eindigde met 5 punten op een gedeelde derde plaats.
- Op 1 oktober 2005 speelde hij in Vlaardingen mee in het toernooi om het open NK Rapidschaak; hij eindigde met 5 uit 9 op de 16e plaats.
- In 2007 won hij het Hypercube snelschaaktoernooi, georganiseerd door de Schaakclub Utrecht.[2]
- In 2007 werd hij gedeeld eerste op het open kampioenschap van Gouda, samen met Viesturs Meijers, Daniel Fridman en Erwin l'Ami.[3]
- In 2011 won hij in Helmond het HSC/De Legibus Open, voor IGM Daniel Fridman.

## Externe koppelingen
- (en)   Informatie over schaakpartijen van Alexandre Dgebuadze op ChessGames.com
- (en)   Informatie over schaakpartijen van Alexandre Dgebuadze op 365chess.com
- (en)  FIDE-ratinggegevens voor Alexandre Dgebuadze